# 벨라루스 국가보안위원회

벨라루스 국가보안위원회 문장

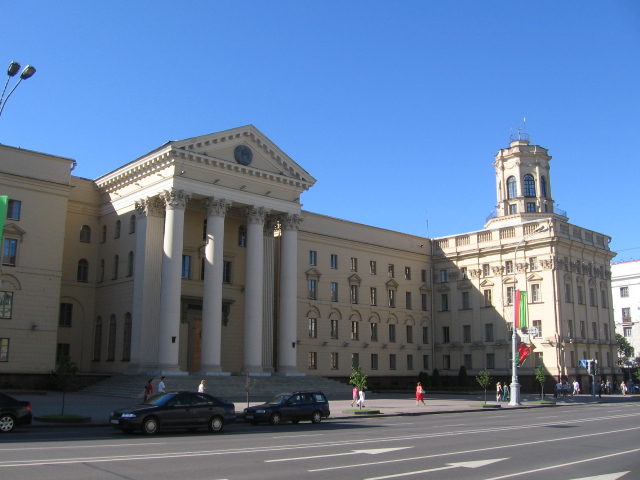
민스크에 위치한 벨라루스 국가보안위원회 본부

벨라루스 국가보안위원회(벨라루스어: Камітэт дзяржаўнай бяспекі, КДБ)는 벨라루스의 정보 기관이다. 소련 시대에 존재했던 국가보안위원회(KGB) 벨라루스 지부의 후계 기관으로 첩보, 방첩, 범죄 수사 등을 담당한다.